# Hartwig van Stade
Hartwig I van Stade (1118 - Bremen, 11 oktober 1168) was de politiek gezien belangrijkste aartsbisschop van Bremen  van de 12e eeuw.

## Biografie
Hartwig I werd als zoon van graaf Rudolf van Stade geboren en was de laatste uit het met hem uitgestorven geslacht van graven van Stade (Udonen). Na de dood van zijn vader in 1124 werd hij op de landgoederen van zijn moeder Richardis gravin van Sponheim bij Maagdenburg en Jerichow opgevoed. Hij was langs moederskant verwant met aartsbisschop Hartwig van Maagdenburg en bisschop Hartwig van Regensburg.
Hartwig was eerst Domheer van de Dom van Maagdenburg. Hij werd in 1143 proost van het Domkapitel in Bremen en was van 1148 tot aan zijn dood aartsbisschop van dit bisdom.
In 1143 of 1144 arrangeerde hij het tweede huwelijk van zijn zuster Liutgard van Stade met koning Erik III van Denemarken. Haar eerste huwelijk met Frederik II van Sommerschenburg was in 1144 wegens te nauwe verwantschap nietig verklaard. Na de dood van zijn kinderloze oudere broer Rudolf (1144) zouden de omvangrijke landerijen van het machtsgebied van de graven van Stade op het Bisdom Bremen onder voorbehoud van de levenslange leen voor Hartwig I overgaan, hoewel Hendrik de Leeuw het openvallen van de erfenis aangreep om zijn machtsgebied in Saksen met juridische en militaire middelen uit te breiden.
Tijdens zijn regering had hij regelmatig terugkerende disputen met Hendrik de Leeuw over de investituur van de bisschoppen van Wendenland (o.a. over de aanstelling van Vicelinus). In 1151 en 1168 nam hij tevergeefs deel aan een anti-Welfse vorstensamenzwering en overviel in 1154 eigenmachtige hertogelijke burchten. Toch werd uiteindelijk de hertog van Saksen door koning Frederik I, in het bezit van het investituurrecht voor de tot het aartsbisdom Bremen behorende Noord-Wendse bisdommen bevestigd. Daarmee werd de onderschikking van het aartssticht onder het hertogdom bevestigd.
In 1154 nam hij niet deel aan de Italiëveldtocht van koning Frederik I. In het leenproces van Roncaglia werden hem tijdelijk de regalia – de soevereine rechten – ontzegd. In 1159 volgde hij de keizer naar Italië, maar hij had geen beduidende rol in de Rijkspolitiek. Hij kon echter wel de verloren gegane positie als metropoliet van zijn kerk in Scandinavië terugwinnen.
Hartwigs zuster Richardis van Stade was een intieme vertrouwelinge van de heilige Hildegard van Bingen.
De Hartwigstraße in Bremen-Schwachhausen werd in 1890 naar hem vernoemd.